# Big Brother 2025
Big Brother 11 (2025) is een Nederlandstalig seizoen van het televisieprogramma Big Brother, een televisieconcept dat werd ontwikkeld door John de Mol. Big Brother 11 is een coproductie van het Nederlandse RTL en het Belgische SBS.
De bewoners werden bekendgemaakt op 3 januari 2025, en het seizoen startte op 6 januari 2025.
Het programma wordt in België uitgezonden door Play4 en in Nederland door RTL 5. Naast de uitzendingen op televisie, is er ook een livestream die 24 uur per dag te bekijken is in Nederland via Videoland en in België via GoPlay.be en Telenet TV op kanaal 247 (Vlaanderen) of kanaal 472 (Brussel en Wallonië).
Het huis staat in Duivendrecht (bij Amsterdam), op een parkeerplaats naast het hoofdkantoor van producent Endemol, pal naast de Johan Cruijff ArenA.
De indeling is dit seizoen niet luxe, maar minimalistisch. De eerste week stonden er 1 bed, een bank en een paar houten kratten. Gedurende het seizoen zijn er games om delen van het interieur te verkrijgen. Verder zijn er diverse verborgen ruimten die gedurende het seizoen een rol zullen spelen in het verblijf en/of het wedstrijdverloop zullen beïnvloeden.
De opzet van het programma is dit jaar meer gericht op de individuele prestaties van de bewoners; ook moeten ze uitdagingen uitvoeren om bepaalde voorrechten te verkrijgen. Er zijn o.a. games waarbij je je eigen prijzenpot kunt vergroten, of om je klerenkast te ontsluiten. 
Dit jaar wordt de uitkomst van de nominaties uitgezonden aansluitend op de reguliere uitzending op vrijdag. De finale werd live uitgezonden en werd gepresenteerd door Geraldine Kemper en Tatyana Beloy.
Nieuw dit seizoen is dat de genomineerde bewoners na de bekendmaking van hun nominatie een podcast moesten opnemen. In deze podcast bespraken ze de afgelopen week, kregen ze stellingen en beantwoordden ze vragen van kijkers. Ook gaven ze antwoord op de vraag wie er volgens hen naar huis moest. Uitzondering hierop was de laatste podcast. Deze podcast, werd door alle overgebleven bewoners gezamenlijk opgenomen. De podcast werd daarom in tegenstelling tot de voorgaande podcasts niet in de "Panic Room", maar in het huis zelf opgenomen. Hiervoor werd de benodigde apparatuur in de woonkamer geplaatst. In de podcast blikten de bewoners terug op het hele seizoen en werd vooruitgeblikt op de finale. De stellingen voor de podcast werden geleverd via de vending machine en gezamenlijk besproken en ook de vragen van de kijkers werden door alle bewoners gezamenlijk beantwoord. De kijkers konden hierbij meekijken via de livestream.De podcast was wekelijks te beluisteren op Spotify.
Nadat een bewoner het huis heeft verlaten wordt die naar de dagboekkamer geroepen, daarna volgt een kort 'exit-interview' met vragen die de kijkers hebben ingestuurd.
Verder is er een rode "Telefooncel" in de tuin van het huis. Elke keer als de telefoon gaat dient een van de bewoners de telefoon op te nemen. Deze bewoner krijgt dan via de telefoon van Big Brother een vraag, boodschap of dilemma. Deze vraag, boodschap of dat dilemma kan negatief of positief uitpakken en kan ook betrekking hebben op andere bewoners. Een soortgelijke "Rode Telefoon" kwam ook al voor in seizoen 6 (2006) van de Nederlandse Big Brother en de Nederlandse versie van het vergelijkbare programma Secret Story.

## Bewoners
| Bewoner                           | Woonplaats   | Beroep                                  | Aankomstdatum   | Vertrekdatum     | €        |
| --------------------------------- | ------------ | --------------------------------------- | --------------- | ---------------- | -------- |
| Jordy de Maar (27)                | Kampen       | juridisch medewerker                    | 3 januari 2025  | 4 april 2025     | € 55.500 |
| Mattheüs Jonckheere (27)          | Bilzen       | personal trainer en influencer          | 3 januari 2025  | 4 april 2025     | € 0      |
| Sharice ("Nele") Vansteelant (26) | Kortrijk     | psychiatrische verpleegkundige          | 11 januari 2025 | 4 april 2025     | € 0      |
| Jolien Pede (27)                  | Welden       | bankmedewerker                          | 8 januari 2025  | 3 april 2025     | € 0      |
| Jane Karto (28)                   | Diemen       | figurant en influencer                  | 25 januari 2025 | 28 maart 2025    | € 0      |
| David Depoot (30)                 | Wevelgem     | stukadoor                               | 25 januari 2025 | 21 maart 2025    | € 0      |
| Axel van Wingerden (28)           | Naaldwijk    | vrachtwagenchauffeur                    | 11 januari 2025 | 14 maart 2025    | € 0      |
| Keanu Bruijnen (22)               | Maastricht   | medewerker bowlingcentrum en influencer | 3 januari 2025  | 7 maart 2025     | € 0      |
| Milena Dadabayeva (33)            | Mechelen     | accountmanager                          | 3 januari 2025  | 28 februari 2025 | € 0      |
| Elsa Rudge (53)                   | Rijnsburg    | gevangenisbewaker, ex militair          | 3 januari 2025  | 21 februari 2025 | € 0      |
| Eva de Graaf (23)                 | Haarlem      | schoonheidsspecialist                   | 27 januari 2025 | 16 februari 2025 | € 0      |
| David Desaedeleer (51)            | Ninove       | aannemer                                | 25 januari 2025 | 14 februari 2025 | € 0      |
| Vikaash ("Remi") Lalbiharie (26)  | Hoofddorp    | havenmedewerker                         | 8 januari 2025  | 14 februari 2025 | € 0      |
| Jeffrey Leijzen (24)              | Belsele      | hiphopmuzikant                          | 3 januari 2025  | 7 februari 2025  | € 0      |
| Niels Mestdagh (38)               | Blankenberge | verhuurder springkastelen               | 3 januari 2025  | 31 januari 2025  | € 0      |
| Lennie Blockmans (26)             | Antwerpen    | model en therapeut                      | 3 januari 2025  | 21 januari 2025  | € 0      |
| Linda van den Akker (46)          | Heesch       | orderpicker                             | 3 januari 2025  | 17 januari 2025  | € 0      |
| Fleur van der Vegt (31)           | Haarlem      | makelaar                                | 3 januari 2025  | 10 januari 2025  | € 0      |

## Nominaties en vrijstellingen
Elke week moet, behoudens uitzonderingen, elke bewoner drie medebewoners nomineren om het huis te moeten verlaten. De drie bewoners met de meeste stemmen zijn dan genomineerd voor vertrek uit het huis. Bij een gelijke stand, waardoor vier of meer bewoners op de nominatielijst staan, zullen de decision makers een beslissing moeten nemen. De kijkers bepalen vervolgens door middel van stemmen wie zij in het huis willen houden. De genomineerde met de minste aantal stemmen van de kijkers zal het huis moeten verlaten. 
Bewoners kunnen ook vrijgesteld zijn van nominatie. Dit zijn de decision makers van die week, en eventuele personen die een vrijstelling hebben verdiend of bemachtigd. 
Een bewoner kan te allen tijde er zelf voor kiezen om het huis te verlaten. Dat vertrek kan aangevraagd worden in de dagboekkamer en dan start een periode van 24u bedenktijd.
|                |                    | Week 1          | Week 1          | Week 2                     | Week 3                     | Week 4                     | Week 4                     | Week 5                     | Week 6                     | Week 7                     | Week 8                     | Week 9                     | Week 10                    | Week 11                    | Week 12 Halve finale       | Week 13 Finale             | Week 13 Finale             |
| -------------- | ------------------ | --------------- | --------------- | -------------------------- | -------------------------- | -------------------------- | -------------------------- | -------------------------- | -------------------------- | -------------------------- | -------------------------- | -------------------------- | -------------------------- | -------------------------- | -------------------------- | -------------------------- | -------------------------- |
| Jordy          | Vlag van Nederland |                 |                 |                            |                            |                            |                            |                            |                            |                            |                            |                            |                            |                            |                            | Winnaar                    | € 55.500,-                 |
| Mattheüs       | Vlag van België    |                 |                 |                            |                            |                            |                            |                            |                            |                            |                            |                            |                            |                            |                            | 2e plaats                  |                            |
| Sharice (Nele) | Vlag van België    | Aankomst dag 9  | Aankomst dag 9  |                            |                            |                            |                            |                            |                            |                            |                            |                            |                            |                            |                            | 3e plaats                  |                            |
| Jolien         | Vlag van België    | Aankomst dag 6  |                 |                            |                            |                            |                            |                            |                            |                            |                            |                            |                            |                            |                            | weggestemd door de kijkers | weggestemd door de kijkers |
| Jane           | Vlag van Nederland | Aankomst dag 23 | Aankomst dag 23 | Aankomst dag 23            | Aankomst dag 23            |                            |                            |                            |                            |                            |                            |                            |                            |                            |                            | weggestemd door de kijkers | weggestemd door de kijkers |
| David (Pootje) | Vlag van België    | Aankomst dag 23 | Aankomst dag 23 | Aankomst dag 23            | Aankomst dag 23            |                            |                            |                            |                            |                            |                            |                            |                            |                            | weggestemd door de kijkers | weggestemd door de kijkers | weggestemd door de kijkers |
| Axel           | Vlag van Nederland | Aankomst dag 9  | Aankomst dag 9  |                            |                            |                            |                            |                            |                            |                            |                            |                            |                            | weggestemd door de kijkers | weggestemd door de kijkers | weggestemd door de kijkers | weggestemd door de kijkers |
| Keanu          | Vlag van Nederland |                 |                 |                            |                            |                            |                            |                            | [ a ]                      |                            |                            |                            | weggestemd door de kijkers | weggestemd door de kijkers | weggestemd door de kijkers | weggestemd door de kijkers | weggestemd door de kijkers |
| Milena         | Vlag van België    |                 |                 |                            |                            |                            |                            |                            |                            |                            |                            | weggestemd door de kijkers | weggestemd door de kijkers | weggestemd door de kijkers | weggestemd door de kijkers | weggestemd door de kijkers | weggestemd door de kijkers |
| Elsa           | Vlag van Nederland |                 |                 |                            |                            |                            |                            |                            |                            |                            | weggestemd door de kijkers | weggestemd door de kijkers | weggestemd door de kijkers | weggestemd door de kijkers | weggestemd door de kijkers | weggestemd door de kijkers | weggestemd door de kijkers |
| Eva            | Vlag van Nederland | Aankomst dag 25 | Aankomst dag 25 | Aankomst dag 25            | Aankomst dag 25            | Aankomst dag 25            |                            |                            |                            |                            | familiale omstandigheden   | familiale omstandigheden   | familiale omstandigheden   | familiale omstandigheden   | familiale omstandigheden   | familiale omstandigheden   | familiale omstandigheden   |
| David          | Vlag van België    | Aankomst dag 23 | Aankomst dag 23 | Aankomst dag 23            | Aankomst dag 23            |                            |                            |                            |                            | vrijwillig vertrokken      | vrijwillig vertrokken      | vrijwillig vertrokken      | vrijwillig vertrokken      | vrijwillig vertrokken      | vrijwillig vertrokken      | vrijwillig vertrokken      | vrijwillig vertrokken      |
| Wicky (Remi)   | Vlag van Nederland | Aankomst dag 6  |                 |                            | [ b ]                      |                            |                            |                            |                            | familiale omstandigheden   | familiale omstandigheden   | familiale omstandigheden   | familiale omstandigheden   | familiale omstandigheden   | familiale omstandigheden   | familiale omstandigheden   | familiale omstandigheden   |
| Jeffrey        | Vlag van België    |                 |                 |                            |                            |                            |                            |                            | weggestemd door de kijkers | weggestemd door de kijkers | weggestemd door de kijkers | weggestemd door de kijkers | weggestemd door de kijkers | weggestemd door de kijkers | weggestemd door de kijkers | weggestemd door de kijkers | weggestemd door de kijkers |
| Niels          | Vlag van België    |                 |                 |                            |                            |                            |                            | weggestemd door de kijkers | weggestemd door de kijkers | weggestemd door de kijkers | weggestemd door de kijkers | weggestemd door de kijkers | weggestemd door de kijkers | weggestemd door de kijkers | weggestemd door de kijkers | weggestemd door de kijkers | weggestemd door de kijkers |
| Lennie         | Vlag van België    |                 |                 |                            |                            | gezondheidsredenen         | gezondheidsredenen         | gezondheidsredenen         | gezondheidsredenen         | gezondheidsredenen         | gezondheidsredenen         | gezondheidsredenen         | gezondheidsredenen         | gezondheidsredenen         | gezondheidsredenen         | gezondheidsredenen         | gezondheidsredenen         |
| Linda          | Vlag van Nederland |                 |                 |                            | weggestemd door de kijkers | weggestemd door de kijkers | weggestemd door de kijkers | weggestemd door de kijkers | weggestemd door de kijkers | weggestemd door de kijkers | weggestemd door de kijkers | weggestemd door de kijkers | weggestemd door de kijkers | weggestemd door de kijkers | weggestemd door de kijkers | weggestemd door de kijkers | weggestemd door de kijkers |
| Fleur          | Vlag van Nederland |                 |                 | weggestemd door de kijkers | weggestemd door de kijkers | weggestemd door de kijkers | weggestemd door de kijkers | weggestemd door de kijkers | weggestemd door de kijkers | weggestemd door de kijkers | weggestemd door de kijkers | weggestemd door de kijkers | weggestemd door de kijkers | weggestemd door de kijkers | weggestemd door de kijkers | weggestemd door de kijkers | weggestemd door de kijkers |

1. ↑  Door het vrijwillig vertrek van David mocht Keanu -ondanks dat hij door de kijkers werd weggestemd- toch blijven. Hij bleef genomineerd voor de volgende week.
2. ↑  Door het vrijwillig vertrek van Lennie mocht Wicky -ondanks dat hij door de kijkers werd weggestemd- toch blijven. De gekochte gamechangers was hij kwijt en hij bleef genomineerd voor de volgende week.

| Kleurlegenda | Kleurlegenda                               | Kleurlegenda | Kleurlegenda                                | Kleurlegenda | Kleurlegenda             |
| ------------ | ------------------------------------------ | ------------ | ------------------------------------------- | ------------ | ------------------------ |
|              | Fake bewoner (in 2e en 3e week)            |              | Droeg Target-pin maar werd niet genomineerd |              | Finale Winnaar (Goud)    |
|              | Vrijstelling (kan niet genomineerd worden) |              | Genomineerd                                 |              | 2e finaleplaats (Zilver) |
|              | Decision maker                             |              | Weggestemd                                  |              | 3e finaleplaats (Brons)  |
|              | Kandidaat nog niet in het huis aanwezig    |              | Vrijwillig vertrokken                       |              |                          |

## Wat is er nieuw dit seizoen?
Elke week worden er "Decision Makers" uitgekozen: de bewoner(s) die in de betreffende week alle beslissingen moeten nemen. Daarnaast is er een "luxe suite" waarin elke week twee of meer bewoners moeten slapen. Voor een paar weken waren er in het huis 2 'Fake Bewoners' zij namen een andere identiteit aan namelijk: 'Nele' die eigenlijk 'Sharice' heet, en 'Remi' die 'Wicky' heet. Dit werd bekend gemaakt aan de andere bewoners tijdens een 'Money Game' in week 3. Ook nieuw vanaf dit seizoen waren 'de gamechangers', in de decision room was er een kamer genaamd 'de kluis' waar de bewoners maximaal 1 keer per week naartoe mochten. De sleutel tot die kluis moesten ze in het begin van het seizoen wel betalen, die kostte 500 euro van hun persoonlijke pot. De gamechangers zijn ingevoerd voor meer spanning, zijn een persoonlijk voordeel tijdens de nominaties. 

### Decision maker
De Decision maker maakt, met een mede Decision maker, verschillende keuzes. De weekly basics, wie een game speelt of wie een opdracht krijgt. Ook in het nominatieproces spelen de Decision maker(s) een rol. Elke week zijn er twee beslissers, en elke week zijn het andere bewoners. Big Brother bepaalt wie de beslisser is.
| Week 1        | Week 2       | Week 3      | Week 4           | Week 5             | Week 6       | Week 7 | Week 8                | Week 9  | Week 10   | Week 11 | Week 12         | Week 13 |
| Decisionmaker |              |             |                  |                    |              |        |                       |         |           |         |                 |         |
|               |              |             | Direkteur        |                    | Game captain |        | Game captain          |         |           |         |                 |         |
| Jeffrey Niels | Axel Sharice | Jordy Niels | David David Jane | Sharice Eva Milena | Elsa         | Milena | Jolien Jordy Mattheüs | Kijkers | Axel Jane | Jordy   | Jolien Mattheüs | -       |

### Game changers
De bewoners kunnen dit seizoen enkel nomineren uit degene met een 'Nominatie Target'. Een Nominatie Target kan je krijgen van de Desicion Maker(s) maar ook wanneer je bv: een spel verloren hebt.
| Naam van de Game changer | Het effect van de Game changer                                                                 | In het bezit (geweest) van                          |
| ------------------------ | ---------------------------------------------------------------------------------------------- | --------------------------------------------------- |
| De Wraak                 | Als je het huis moet verlaten kan je deze inzetten en iemand van de andere bewoners nomineren. | Wicky                                               |
| De Redding               | geeft de mogelijkheid om iemand van de genomineerde te vervangen door een bewoner naar keuze.  | Mattheüs                                            |
| De Dubbele Stem          | Tijdens het nomineren telt je stem dubbel.                                                     | Jane, Axel, Jolien, Jordy (2x), Keanu, Linda, Wicky |
| De Terugkaatser          | Een op jouw geplaatste stem wordt teruggekaatst naar de bewoners die op jou hebben gestemd.    | Jordy                                               |
| De Beslissende Stem      | Wanneer er een gelijkspel is kan je met deze gamechanger bepalen wie er genomineerd is.        | Keanu, Lennie                                       |
| De Verzamelaar           | Met deze game changer kan je al het geld uit iemand zijn/haar persoonlijke pot stelen.         | Linda                                               |
| De Zwarte gamechanger    | Een ingezette game changer ongedaan maken.                                                     | Sharice                                             |
| De Censuur               | Een bewoner zijn/haar stem ontnemen tijdens het nomineren.                                     | Axel, Jolien, Wicky                                 |
| De Dief                  | Een game changer van een andere bewoner stelen.                                                |                                                     |
| De Groene saboteur       | Als je een nominatie target hebt kan je deze ongedaan maken.                                   | Jordy                                               |
| De Rode saboteur         | je nominatie target wisselen met een andere bewoner.                                           | Jordy                                               |

### Slaapvertrekken
Alle bewoners slapen dit seizoen in 1 grote slaapkamer. Hier ligt dikpolige vloerbedekking en in de eerste week stond er maar 1 bed. Tijdens verschillende spelonderdelen konden bewoners een bed verdienen. Een bed is een persoonlijk bezit dat  alleen gebruikt mag worden door de bewoner die er een gewonnen heeft. Wie nog geen bed had, sliep tot die tijd op de grond.
Maar er is ook een verborgen ruimte: de Big Brother Suite.
Wie sliep wanneer in deze ruimte?
| Week 1     | Week 2           | Week 3      | Week 4                          | Week 5                  | Week 6                  | Week 7           | Week 8                     | Week 9          | Week 10   | Week 11    | Week 12 | Week 13 |
| Elsa Linda | Jeffrey Mattheüs | Jordy Niels | Elsa Jane Jolien Milena Sharice | Elsa Eva Milena Sharice | Elsa Jane Sharice Wicky | Elsa Jane Jolien | David (pootje) Jane Milena | Axel Jane Keanu | Axel Jane | Jane Jordy | Jane    | -       |